# Phragmoporthe ploettneriana
Phragmoporthe ploettneriana är en svampart som först beskrevs av Henn., och fick sitt nu gällande namn av Franz Petrak 1934. Phragmoporthe ploettneriana ingår i släktet Phragmoporthe och familjen Gnomoniaceae.   Inga underarter finns listade i Catalogue of Life.